# Sky Kid
Sky Kid (スカイキッド Sukai Kiddō?) är ett horisontellt scrollande shoot 'em up-spel, ursprungligen utgivet som arkadspel av Namco 1985. Spelet släpptes till NES (utgivet i Nordamerika av Sunsoft), och denna version (samt den ursprungliga arkadversionen till Wii) släpptes senare till Nintendos Virtual Console.

## Handling
Spelaren antar rollen som en av Sky Kids, "Röde Baronen" och "Blå Max", vilket är referenser till Manfred von Richthofen och utmärkelsen Pour le Mérite. Sky Kids åker runt i biplan, och skall bomba fientliga bomb. A-knappen används till att avlossa skott på flygplanets kulspruta, och B-knappen används för att loopa med flygplanet. Senare skall även bomber letas upp.

### Fotnoter
1. 1 2  ”Sky Kid”. NES DB. 13 mars 1986. Arkiverad från originalet den 4 mars 2016. https://web.archive.org/web/20160304125256/http://www.nesdb.se/game_more.php?id=1325&rid=4. Läst 28 juni 2014.
2. ↑  ”Two WiiWare Games and One Virtual Console Game Added to Wii Shop Channel”. Nintendo of America. 19 maj 2008. http://www.nintendo.com/whatsnew/detail/f_TDUhrCxxQmE_NtfIyTiS0IMBuVbx0S. Läst 28 juni 2014.